# John Forbes Nash
John Forbes Nash mlajši, ameriški matematik in ekonomist, * 13. junij 1928, Bluefield, Zahodna Virginija, ZDA, † 23. maj 2015, Monroe Township, New Jersey, ZDA.
Nash je pomembno prispeval na področjih teorije iger, diferencialne geometrije in parcialnih diferencialnih enačb. Leta 1994 je skupaj z Reinhardom Seltenom in Johnom Harsanyijem prejel Nobelovo nagrado za ekonomijo, v letu 2015 pa je prejel še Abelovo nagrado. Njegove teorije so uporabljene v ekonomiji, politiki in računalništvu ter pri računalniški obdelavi podatkov, evolucijski biologiji, razvijanju in preučevanju umetne inteligence, itd.
Leta 1959 je John začel kazati očitne znake duševne bolezni (paranoidna shizofrenija) in tako posledično več let preživel v psihiatrični bolnišnici v New Jerseyju. Po letu 1970 se je njegovo stanje temeljito izboljšalo, kar mu je omogočilo nadaljevanje dela. Njegovo soočanje z boleznijo je postalo osnova za biografijo Čudoviti um, ki jo je napisala Sylvia Nasar. Po knjigi je bil posnet tudi istoimenski film, ki je prejel 4 oskarje.